# 北畠八穂

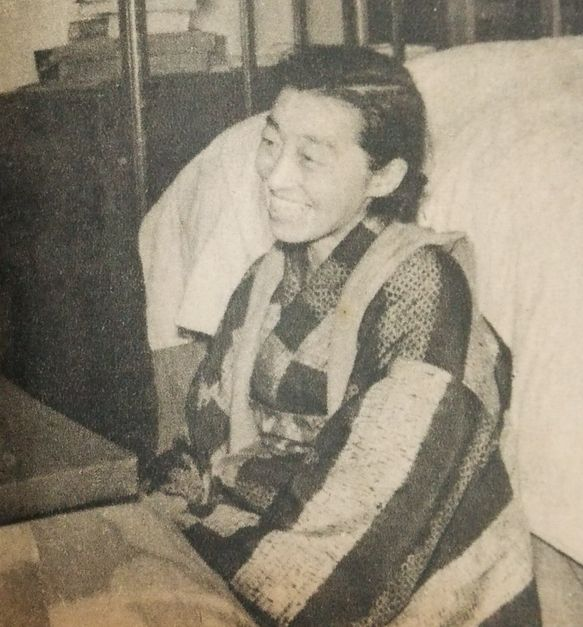
1948年の八穂

北畠 八穂（きたばたけ やお 1903年（明治36年）10月5日 - 1982年（昭和57年）3月18日）は日本の作家、児童文学者、詩人。本名、北畠美代。

## 来歴・人物
10人きょうだいの6番目の次女として青森市に生まれる。父は青森大林区署の役人。
1920年、青森県立青森高等女学校（現在の青森県立青森高等学校）在学中、『主婦の友』『婦人倶楽部』に投稿して入選を果たす。1922年、高等女学校卒業後に上京し、実践女学校高等女学部国文専攻科に入学したが、脊椎カリエスを病んだため1年半で中退し、青森に帰郷。
恢復後、1924年から青森県内の複数の尋常小学校に代用教員として勤務。しかし脊椎カリエスが再発したため、1926年に退職。病気療養中、『改造』に投稿したことが契機となり、同誌編集者の深田久弥と恋に落ちる。
1929年に上京し、千葉県我孫子や東京市本所区で深田と同棲。しかし、八穂の健康状態を理由に深田の父に反対されたため、入籍は叶わなかった。
八穂は文才豊かだったが、標準語で文章を書くことに困難があり、また自分が寝たきりであることに関して深田に負い目があったため、夫を蔭から支える形で深田に自らの原稿を提供した。それらの原稿に基づき、深田は『あすならう』『オロッコの娘』『津軽の野づら』『贋修道院』『鎌倉夫人』などの小説を発表し、新人作家として注目を浴びた。時には深田自身が独力で小説を書くこともあったが、それらはことごとく失敗作に終わった。
1940年に入籍し、深田姓となる。しかし1943年5月、深田の不実（八穂の目が及ばないのを利用して初恋の女性と秘密の逢瀬を重ね、子供まで儲けていた）を知るに及び、家庭は夫婦の葛藤で泥沼状態となった。
1947年、深田と離婚すると同時に、代作の件を全て世間に公表。以後は自分の名前で作品を発表した。
1948年、当時20代だった児童作家の白柳美彦と同棲を始め内縁となる。傍ら、『銀河』『少女クラブ』『ひまわり』『少年倶楽部』などの雑誌に童話を発表。
1962年、深田から受けた裏切りや代作について『右足のスキー』（『新潮』5月号）で仄めかした。1972年、『鬼を飼うゴロ』で第10回野間児童文芸賞、第19回産経児童出版文化賞大賞受賞。
1982年3月18日、閉塞性黄疸症で死去。享年78。

## 著作
- 『もう一つの光を』（新潮社） 1948
- 『雪童』（創元社） 1948
- 『大すきクラブ』（国民図書刊行会） 1948
- 『米つぶおよめさま』（講談社） 1948
- 『火あり 令女小説』（かに書房） 1948
- 『ジローブーチン日記』（新潮社） 1948、のち角川文庫、偕成社文庫
- 『アダ名は進化しつつ 少女小説』（大日本雄弁会講談社） 1948
- 『マコチン虹製造』（さ・え・ら書房） 1949
- 『マコチン』（同和春秋社） 1950
- 『ささやかな滴も 中学生の読物』（宝文館） 1952
- 『あくたれ童子ポコ』（光文社） 1953、のち講談社文庫
- 『若ければこそ』（光の友社） 1955
- 『またなきいまを』（大日本雄弁会講談社、ミリオン・ブックス） 1956
- 『お山の童子と八人の赤ん坊』（光文社） 1957
- 『りんご一つ』（宝文館） 1957
- 『未知の界へ』（講談社、ロマン・ブックス） 1958
- 『破れ穴から出発だ』（講談社） 1963
- 『木のすず・土のすず』（あかね書房） 1965
- 『御伽草子』（訳編、ポプラ社、古典文学全集） 1965
- 『東宮妃』（文治堂書店） 1966
- 『一郎べえのいの字』（東都書房） 1968
- 『耳のそこのさかな』（ポプラ社） 1968
- 『小説太田幸司』（ポプラ社） 1970
- 『鬼を飼うゴロ』（実業之日本社） 1971、のち角川文庫
- 『すばらしいこと 人生随筆』（実業之日本社） 1971
- 『ウフフ・アッハハ』（ポプラ社） 1972
- 『2じょうまの3にん』（ポプラ社） 1972
- 『高沢村の耳よし門太』（実業之日本社） 1973
- 『ワンコがニャン』（ポプラ社） 1973
- 『霧のヨネ八』（講談社） 1973
- 『かべのわれめのこけの花』（実業之日本社） 1974
- 『とっておきの水曜日』（ポプラ社） 1974
- 「北畠八穂児童文学全集」全6巻（講談社） 1974 - 1975
- 『草なめどんべえ』（あかね書房） 1975
- 『透った人人』（出帆社） 1975
- 『明りになったかたつむり』（岩波書店） 1976
- 『パの次ァピ,ピの次ァプ』（国土社） 1978
- 『かじやの鬼コ』（国土社） 1978
- 『阿母やあい』（偕成社） 1979
- 『海ぼうずはなぜいない』（国土社） 1980
- 『透きとおった人々』（東京新聞出版局） 1980
- 『不屈の人ベートーベン』（音楽之友社） 1980
- 『魂やあい』（東京新聞出版局） 1980
- 『ぼく歩けます』（こずえ） 1981
- 『津軽野の雪』（朝日新聞社） 1982

## 回想・伝記
- 『真珠の人 小説北畠八穂』（金丸とく子、北の街社） 1996
- 『北畠八穂の物語』（佐藤幸子、北の街社） 2005
- 『玉まつり 深田久弥『日本百名山』と『津軽の野づら』と』（門玲子、幻戯書房） 2020
- 『「日本百名山」の背景 深田久弥 二つの愛』（安宅夏夫、集英社新書） 2002